# GIRAFFE (レーダー)

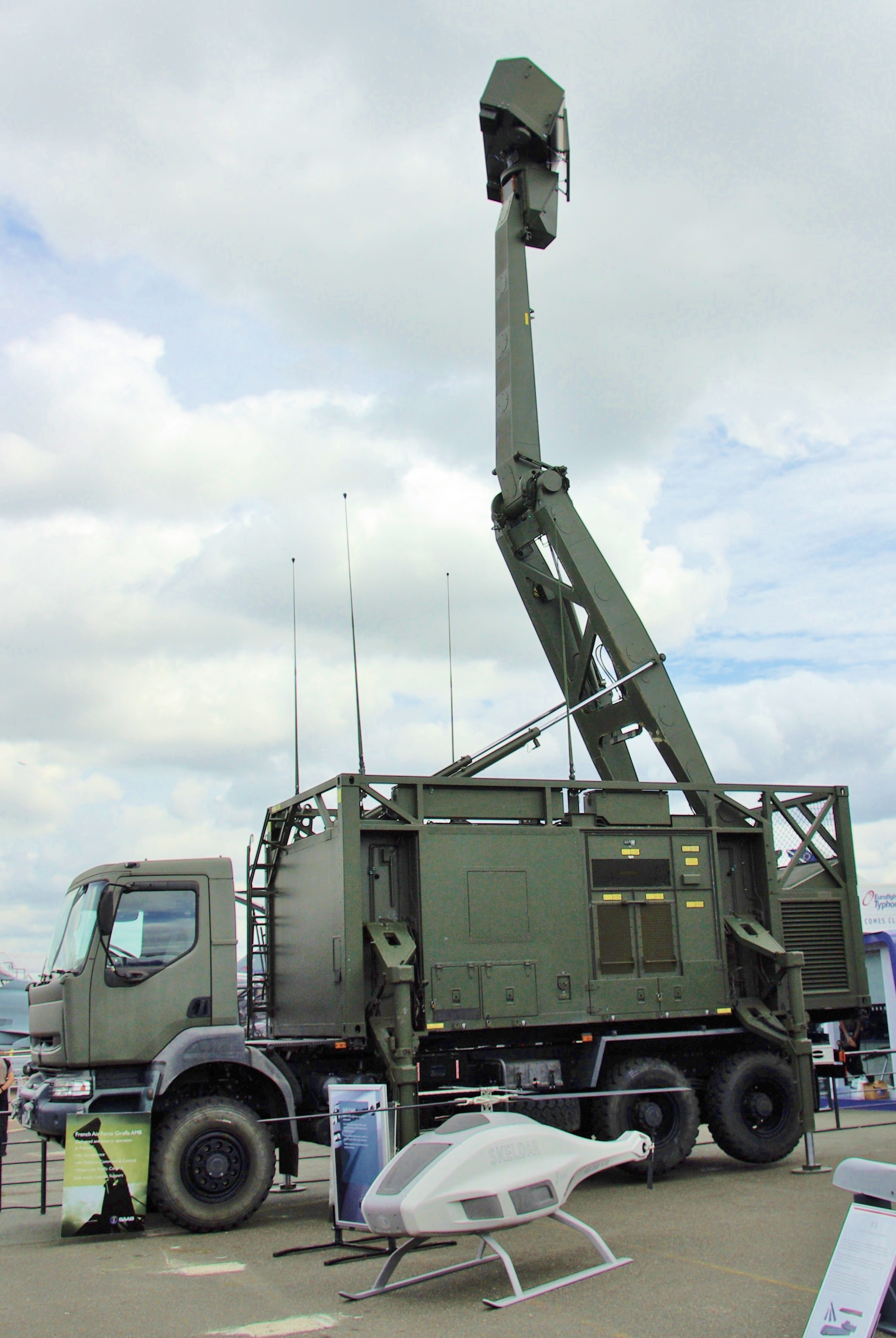
最新世代のジラフAMB

ジラフ（英語: GIRAFFE）は、スウェーデンのエリクソン・マイクロウェーブ・システムズ（現在のSAAB）社が開発した防空用レーダーのファミリー。いずれもCバンドのマイクロ波を使用する。

## 2次元レーダー

### ジラフ40
最初に開発されたのがジラフ40である。これはその名の通り、探知可能距離40キロメートル級の短距離防空 (SHORAD) 用レーダーであり、RBS 70携帯式防空ミサイルシステム（MANPADS）および対空砲とともに配備された。
本体はTgb 40トラック上に搭載されるが、アンテナは高さ13メートルの伸縮式タワー上に設置されており、「ジラフ」（キリン）という名前はこれに由来する。なお本機では、目標の追尾は手動式とされており、4人のオペレータのうち3人がジョイスティックを用いてレーダー画面上のシンボルを追跡するよう操作する。
スウェーデン軍において1977年より就役し、PS-70として制式化された。また、後にはRBS-77「ホーク」と組み合わせるために送信出力を60 kWに増強したバージョンも開発され、これはPS-707として就役したほか、スーパージラフとして輸出にも供された。生産は2001年には終了しており、スウェーデン軍での運用は2004年までに終了した。

### ジラフ50
ジラフ50ATは、ノルウェー陸軍の低高度防空システム（NALLADS）の要求に準じて開発された機種である。探知可能距離50キロメートル級へとわずかに延伸したほか、不整地走行能力が要求されたことから、プラットフォームを装軌式のBv.206に変更した。アンテナ高さは7メートルである。

### ジラフ75
第2世代のジラフ・レーダーとして開発されたのがジラフ75である。本機ではデジタル信号処理が導入されており、信号処理部には電子計算機6基が配置されたが、これはCPUとしてAMD ALU 2901を元にしたAPN 548 01（16 MHz）を用いていた。またC3Iシステムへの連接に対応するとともに、中距離防空システムにおいて運用できるよう探知可能距離75キロメートル級へと延伸されているが、探知可能高度は従来と同様に10,000メートルとされている。
1980年代後半より生産が開始され、スウェーデン軍ではPS-90として、1990年代初頭より就役した。また派生型として、セルビアのM85 "Žirafa"があるが、これはプラットフォームをFAP 2026トラックに変更している。

### ジラフS
レーダーサイトを補完するとともに沿岸監視にあたるためのレーダーとして開発されたのがジラフSである。探知可能高度は6,000メートルに減じられたかわり、探知可能距離は180キロメートルまで延伸された。アンテナ高さは、機動運用時には8メートルだが、固定サイトとして運用する場合には30メートルまで高めることができる。
なおシンガポール軍は、シンガポール海峡の監視用として、ジラフ100を配備している。

### シージラフ50/150
ジラフ75を元にした艦載版として開発されたのがシージラフ50とされ、パルス圧縮の技術を導入して距離分解能を向上させている。精度は角度0.3度・距離25メートルで、レーダー反射断面積0.1平方メートルのシースキマーを距離18-19キロメートルで探知可能とされている。またアンテナビーム1本の基本型のほか、ビーム3本を形成できるようにアンテナの設計を変更したシージラフ50HC（high coverage）も開発された。これはシースキマー型の対艦ミサイルが終末航程で行う急降下に対応するための措置で、仰角80度までカバーできるようになっている。
まず1979年にバーレーン海軍からの発注があり、シージラフ50をアフマド・エル・ファテハ級ミサイル艇（リュールセンTNC-45型）、50HCをアル・マナマ級コルベット（FPB-62型）に搭載した。またスウェーデン海軍もシージラフ50HCをPS-75として採用し、1980年代にノーショーピング級魚雷艇をミサイル艇として改装する際に搭載した。
また探知可能距離を150キロメートル級に延伸するとともに、アンテナビームを4本に増やしたシージラフ150HCも開発された。レーダー反射断面積0.1平方メートルのシースキマーを距離27キロメートルで探知可能とされている。またXバンドのマグネトロンと切り替えて使用する機能を付加可能であり、スウェーデン海軍ではPS-76として採用されて、イェーテボリ級コルベットで搭載された。
|            | シージラフ50                                                                               | シージラフ150HC                                                                            |
| ---------- | ------------------------------------------------------------------------------------------ | ------------------------------------------------------------------------------------------ |
| 周波数     | Cバンド                                                                                    | Cバンド                                                                                    |
| ビーム幅   | 2.1度                                                                                      | 1.8度                                                                                      |
| ピーク出力 | 15 kW                                                                                      | 60 kW                                                                                      |
| ゲイン     | 29 dB                                                                                      | 30 dB                                                                                      |
| パルス幅   | 3.2 or 6.4マイクロ秒（0.3マイクロ秒にパルス圧縮） ※射撃指揮用として0.2マイクロ秒も使用可能 | 3.2 or 6.4マイクロ秒（0.3マイクロ秒にパルス圧縮） ※射撃指揮用として0.2マイクロ秒も使用可能 |
| 精度       | 測距: 25 m 測角: 0.3度                                                                     | n/a                                                                                        |
| 分解能     | 測距: 45 m 測角: 1.7度                                                                     | n/a                                                                                        |

シージラフ150HCのアンテナ
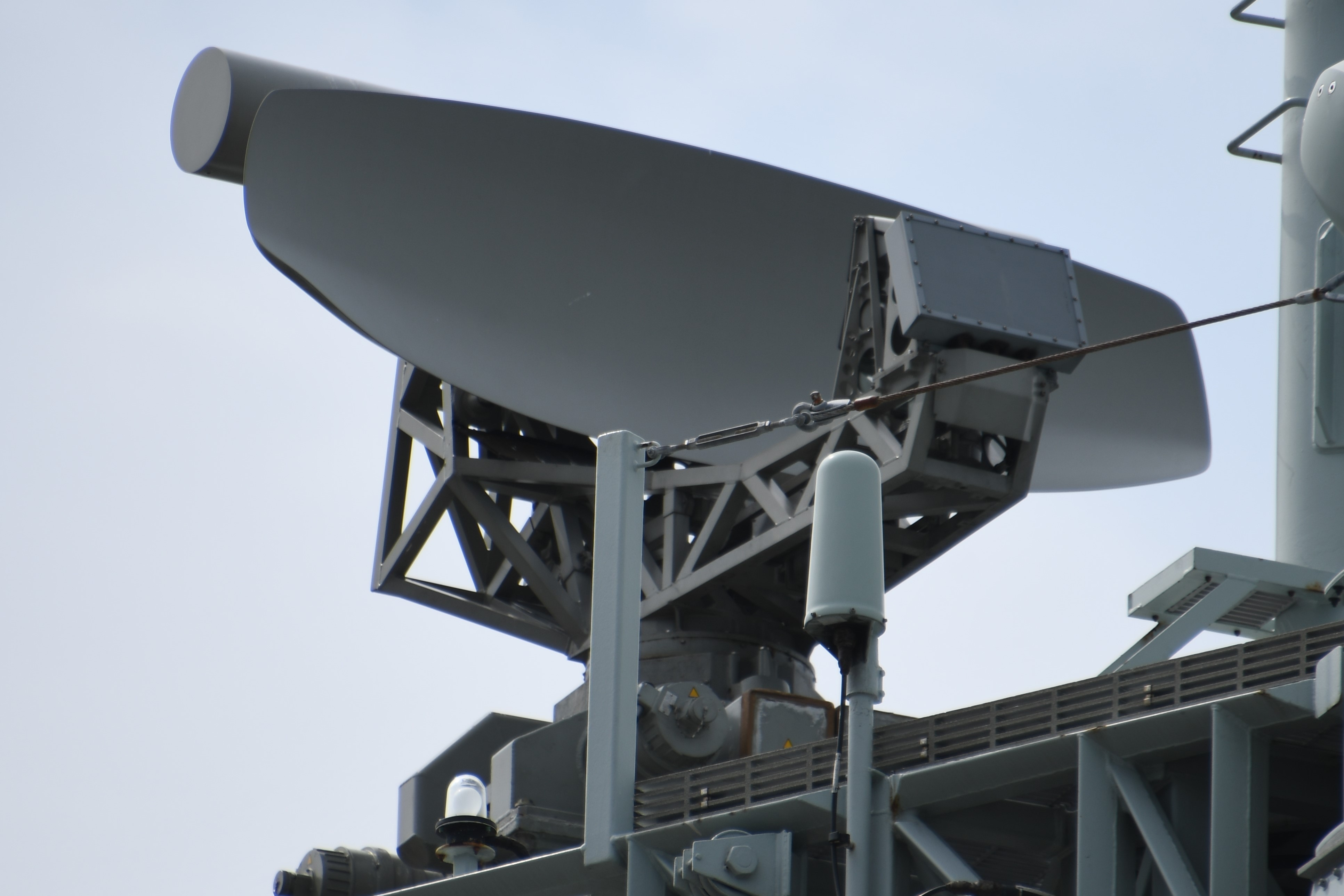
前方からの写真
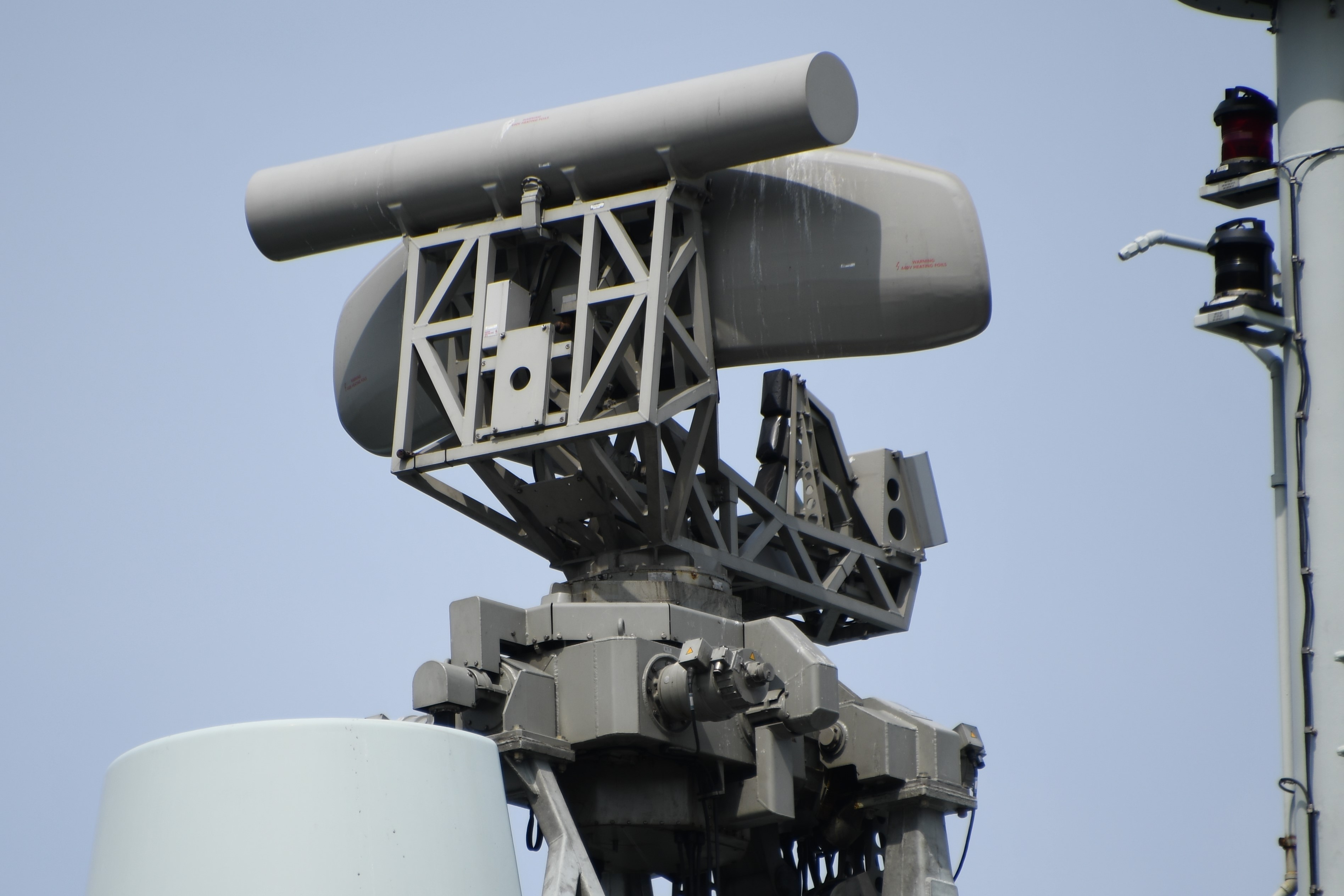
後方からの写真

## 3次元レーダー

### ジラフAMB
第3世代のジラフ・レーダーとして開発されたのが、ジラフAMB（Agile Multi-Beam）である。これはアンテナをパッシブ・フェーズドアレイ（PESA）化した3次元レーダーであり、戦闘機に対して最大80 kmの探知距離を発揮し、最大200個までの目標を管理できる。
スウェーデン軍では、RBS-23 BAMSEのセンサー部である、UndE-23 (UnderrättelseEnhet-23)として装備化されている。またRBS-97「ホーク」と組み合わせても用いられる。
また艦載版のシージラフAMBはヴィスビュー級コルベットに搭載されたほか、アメリカ海軍でも採用された。捕捉レーダーとしてのAN/SPS-77はインディペンデンス級沿海域戦闘艦、また航空管制用のAN/SPN-50はニミッツ級航空母艦やワスプ級・アメリカ級強襲揚陸艦に搭載されている。

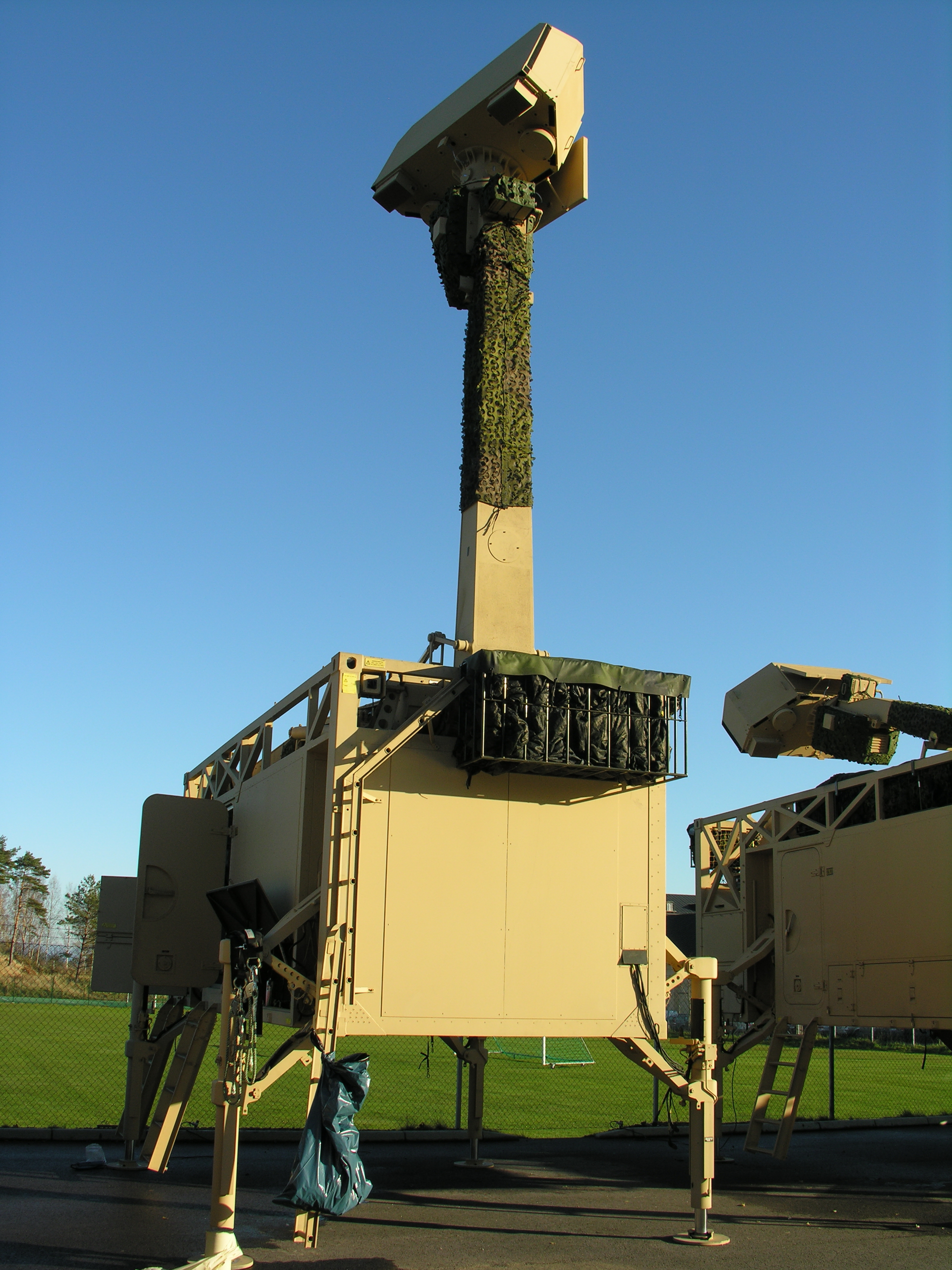
ジラフAMB
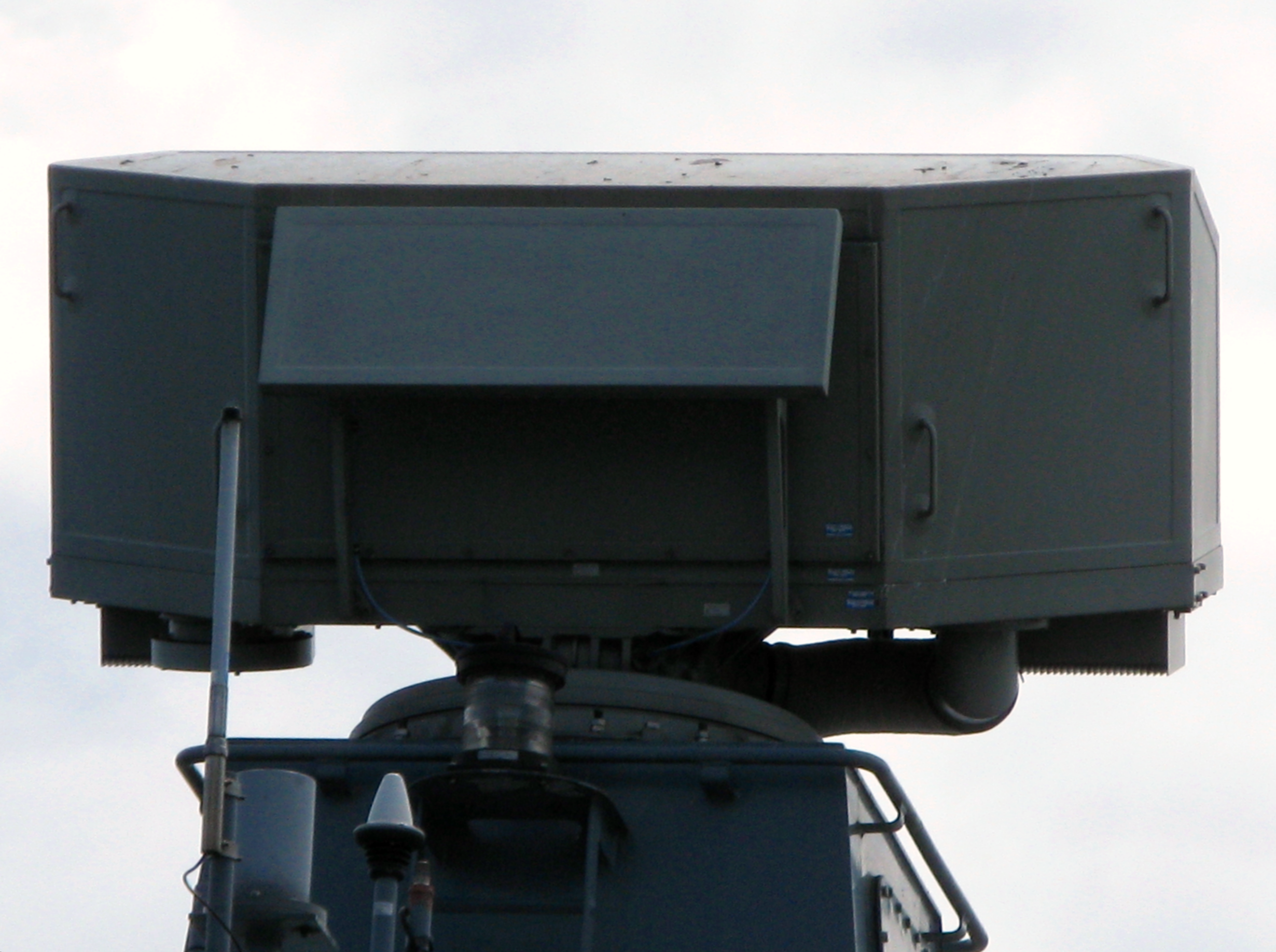
シージラフAMBのアンテナ背面

### ジラフ4A
アンテナをアクティブ・フェーズドアレイ（AESA）化するとともに、周波数をSバンドに変更したのがジラフ4Aである。アンテナの送受信モジュールは窒化ガリウム（GaN）半導体素子を使用しており、仰角70度までカバーできる。対空捜索モードでは探知可能距離280キロメートル、1,000目標に対処可能である。また対砲兵レーダーとしても使用可能であり、その場合は探知距離は100キロメートルとなる。
艦載型では、従来と同様に1面のアンテナを回転させる型（毎分60回転）のほか、4面固定式のFF型も開発されている。
また、大型化して探知可能距離を470キロメートルに延伸したジラフ8Aもラインナップされている。こちらは対砲兵モードは持たない一方、電子戦支援（ES）機能を備えているという特徴がある。

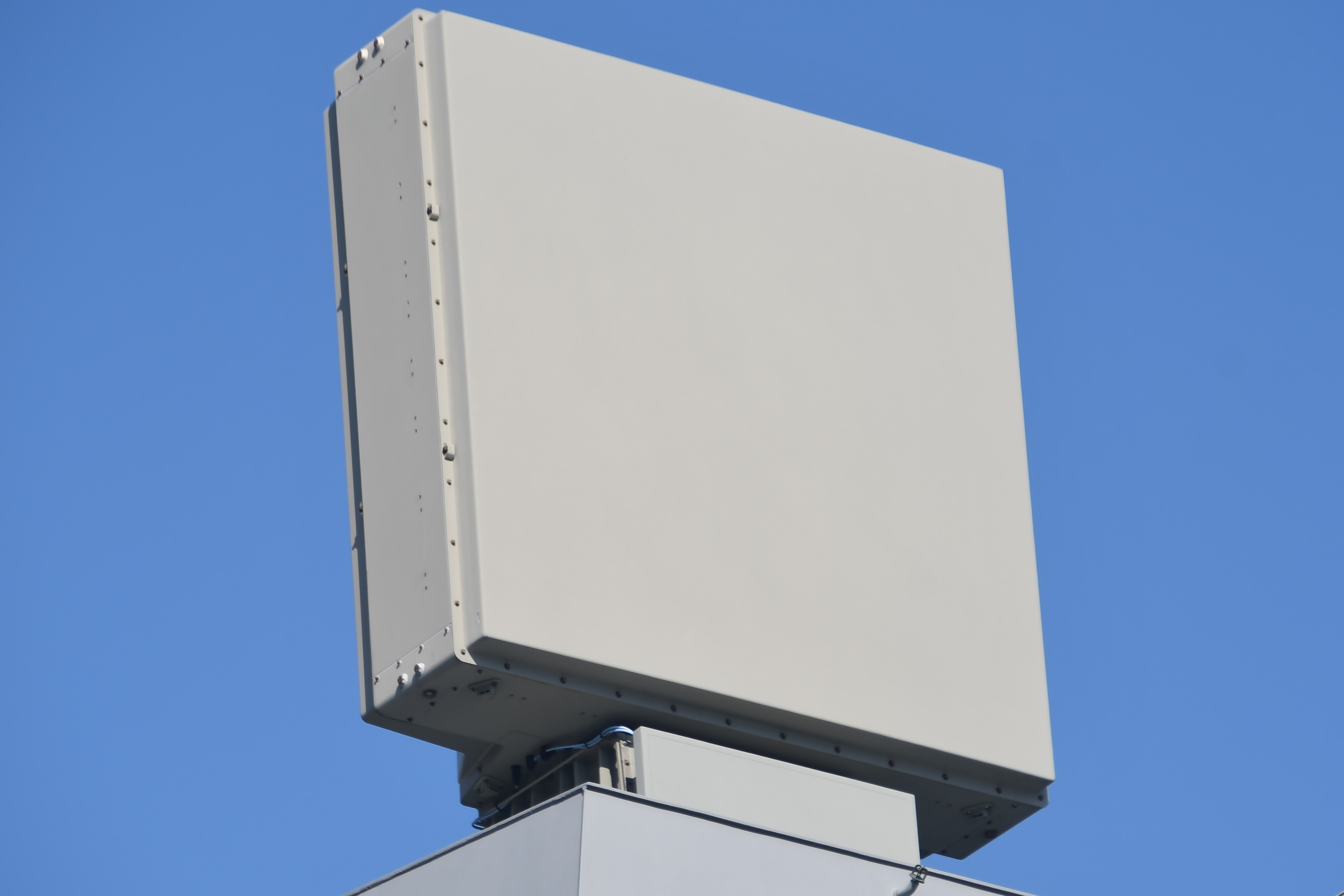
シージラフ4A